# 선산 임씨
선산 임씨(善山林氏)는 경상북도 구미시 선산읍을 본관으로 하는 한국의 성씨이다. 시조 임양저(林良貯)는 신라 경순왕의 손주 사위로 경순왕이 고려에 항복하려 하자 이를 반대했다가 선산으로 월양 되었다.

로고 심벌 마크 해시태그 코딩

*# 특수기호 한자 한문 한글 숫자 방위
이미지 첨부 파일 수정 

## 참고 자료
- “선산임씨(善山林氏)”. 뿌리를 찾아서.[깨진 링크(과거 내용 찾기)]
- 박선미. “선산 임씨”. 디지털영암문화대전.